# Milcovu din Vale, Olt
Milcovu din Vale este un sat în comuna Milcov din județul Olt, Muntenia, România.